# Lawrence B. Marcus
Lawrence „Larry“ B. Marcus (* 19. Juli 1917 in Beaver, Utah; † 28. August 2001 in Woodland Hills, Los Angeles) war ein US-amerikanischer Drehbuchautor.

## Biografie
Marcus leistete während des Zweiten Weltkrieges seinen Militärdienst in der US Army und begann bereits während dieser Zeit mit dem Schreiben von Texten für Radioshows.
Zu Beginn der 1950er Jahre wurde er 1953 Drehbuchautor für die Fernsehserie Douglas Fairbanks junior, presents und war auch in den 1960er und 1970er Autor und Drehbuchautor zahlreicher Fernsehfilme und -serien wie Alcoa Premiere von Fred Astaire.
Zu seinen wichtigsten Drehbüchern für Kinofilme gehören Brainstorm (Das teuflische Spiel, 1965) von William Conrad, The Covenant with Death (Mit dem Tod im Bunde, 1967) von Lamont Johnson, Petulia (1968) von Richard Lester, Justine (Alexandria – Treibhaus der Sünde, 1969), Going Home (1971) von Herbert B. Leonard sowie Alex & the Gypsy (Liebe und andere Verbrechen, 1976).
Nachdem er bereits 1969 für Petulia für den Preis der Writers Guild of America für das beste amerikanische Drama nominiert war, hatte er seinen größten Erfolg mit dem von ihm und Richard Rush verfassten Drehbuch für Der lange Tod des Stuntman Cameron. Hierfür wurde er nicht nur für einen Oscar bei der Oscarverleihung 1981 und einen Preis der Writers Guild of America für das beste adaptierte Drehbuch, sondern auch für einen Golden Globe in der Kategorie bestes Filmdrehbuch nominiert.
Danach schrieb er die Drehbücher für die Fernsehfilme und -serien wie zum Beispiel The Five of Me (Fünf Gesichter der Angst, 1981), The Letter (Der verhängnisvolle Brief, 1982)  von John Erman nach dem Roman The Letter von William Somerset Maugham sowie Threesome (1984) von Lou Antonio.

## Filmografie (Auswahl)
- 1950: Gesetzlos (Backfire)
- 1950: Stadt im Dunkel (Dark City)
- 1951: Grund zur Aufregung (Cause for Alarm!)
- 1952: Paula (Paula)
- 1952–1954: Four Star Playhouse (Fernsehserie, 5 Folgen)
- 1953: Der Mann mit zwei Frauen (The Bigamist)
- 1953–1955: Douglas Fairbanks, Jr., Presents (Fernsehserie, 11 Folgen)
- 1954: The Red Dress
- 1955: Cavalcade of America (Fernsehserie, 7 Folgen)
- 1956: In den Fängen des Teufels (The Unguarded Moment)
- 1957: Zeugin der Anklage (Witness for the Prosecution)
- 1957: Dezernat M (M Squad, Fernsehserie, Folge 1x13)
- 1958: Diamond Safari
- 1958: Voice in the Mirror
- 1961–1963: Alcoa Premiere (Fernsehserie, 5 Folgen)
- 1962–1963: Route 66 (Fernsehserie, 4 Folgen)
- 1965: Das teuflische Spiel (Brainstorm)
- 1967: Mit dem Tod im Bunde (A Covenant with Death)
- 1968: Petulia
- 1969: Alexandria – Treibhaus der Sünde (Justine)
- 1971: Nach Hause (Going Home)
- 1976: Liebe und andere Verbrechen (Alex & the Gypsy)
- 1980: Der lange Tod des Stuntman Cameron (The Stunt Man)
- 1981: The Five of Me (Fernsehfilm)
- 1982: Der verhängnisvolle Brief (The Letter, Fernsehfilm)
- 1982: Zeugin der Anlage (Witness for the Prosecution, Fernsehfilm)
- 1984: Threesome (Fernsehfilm)